# Rose Mafia (film)
Pour plus de détails, voir Fiche technique et Distribution.
Rose Mafia est un film américain réalisé par Jon Carnoy et sorti en 1998.

## Fiche technique
- Titre : Rose Mafia
- Titre original : Mob Queen
- Réalisation : Jon Carnoy
- Scénario :  Mike Horelick
- Photographie : Nils Kenaston
- Son :  Darin Hallinan
- Montage :  Anton Salaks
- Production : Étoile Productions (société fondée par Jon Carnoy[1])
- Pays d'origine :  États-Unis
- Durée : 87 minutes
- Date de sortie : 
  - États-Unis - 27 janvier 1998[2]
  - France - 16 mai 2000 (présentation au Festival de Cannes - Programmation de l'ACID)[3]

## Distribution
- David Proval : George Gianfranco
- Dan Moran : Dip McKenzie
- Candis Cayne : Glorice Kalsheim
- Tony Sirico : Joey (The Heart) Aorta
- Marlene Forte : Chica
- Gerry Cooney : Mickey
- Frank Adonis : Maderiaga

## Sélections
- Festival de Cannes 2000 (programmation de l'ACID)